# Myrtama elegans
Myrtama es un género monotípico de plantas  pertenecientes a la familia Tamaricaceae. Su única especie, Myrtama elegans, es originaria de China, India y Pakistán.

## Taxonomía
Myrtama elegans fue descrita por (Royle) Ovcz. & Kinzik. y publicado en Illustrations of the Botany ... of the Himalayan Mountains ... 1(6): 214, en el año 1839.
Sinonimia
- Myrtama elegans vr. elegans (Royle) Ovcz. & Kinzik.	Synonym		TRO
- Tamaricaria elegans (Royle) Qaiser & Ali	Synonym		TRO
- Tamarix ladachensis B.R.Baum[2]